# Augustin Asselin
Pour les articles homonymes, voir Asselin.
Jean Augustin Asselin, né le 1er janvier 1756 à Cherbourg, où il est mort le 9 novembre 1845, est un homme politique français.

## Biographie
Issu d'une vieille famille cherbourgeoise, fils de Thérèse Le Noir et de Pierre Asselin (1713-1783), entrepreneur chargé des ouvrages de maçonnerie et charpente des forts et batteries du Cotentin, il entre dans les ordres à l'image de son oncle, Jean-François Asselin, prédicateur du Roi. Chapelain de la chapelle Saint-Louis, dans la paroisse Saint-Eustache de Paris, il est électeur du clergé de Paris en 1789. Il démissionne de son état d'ecclésiastique le 5 juin 1791. À la faveur de la démission du conseil municipal de son frère, François-Justin Asselin du Vey, important entrepreneur en travaux publics, Augustin Asselin devient officier municipal, le 13 novembre 1791, puis maire de Cherbourg de 1792 à 1794.
Nommé administrateur du département de la Manche en 1795, il siège au Conseil des Cinq-Cents à partir du 24 janvier. Nommé sous-préfet de Vire à la suite du coup d'État du 18 Brumaire, il est choisi par cette circonscription comme représentant au Corps législatif en 1804, mais son élection n'est pas validée par le Sénat conservateur. Il revient à Cherbourg comme sous-préfet, le 18 septembre 1811 et est élu, en 1815, à la Chambre des Cent-Jours, puis quitte la vie politique.
Érudit, il était membre de la Société nationale académique de Cherbourg, où il s'est intéressé particulièrement à l'histoire de sa ville. Il a également publié, en 1811, les Vaux de Vire d'Olivier Basselin. Plusieurs de ses écrits ont été publiés dans les mémoires de la Société académique de Cherbourg, celles de la Société des antiquaires de Normandie et dans les Annales du département de la Manche.
Il est l'oncle de la 2e épouse de Nicolas Noël-Agnès (1794-1866) également maire de Cherbourg de 1833 à 1845, Constance Asselin.

## Publications
- « Comes juventutis », ou Recueil de pensées morales en vers et en prose, extraites de divers auteurs, à l'usage des jeunes gens, Vire, Adam, 1807.
- Marc-Antoine Muret, Les Distiques (traduction), 1809.
- Détails historiques sur l'ancien port de Cherbourg, pour servir de réponse à un Mémoire de M. de Gerville, ayant pour titre : « Recherches sur l'état des ports de Cherbourg et de Barfleur pendant le moyen âge », Cherbourg, Boulanger fils, 1826.
- Notice sur la découverte des restes d'une habitation romaine dans la Mielle de Cherbourg et sur d'autres antiquités trouvées de nos jours dans les arrondissements de Valognes et de Cherbourg, Cherbourg, impr. de Boulanger, 1830.
- Biographie de l'abbé de Tourlaville, Saint-Lô, Impr. J. Élie, 1831.
- Mémoire sur un temple gaulois à Kerkeville, arrondissement de Cherbourg, Cherbourg, Impr. de Boulanger, 1833.
- Biographie de M. Vor Avoine de Chantereyne, conseiller à la Cour de cassation, lue à la séance publique de la Société académique de Cherbourg, du 18 décembre 1834, Cherbourg, impr. de Boulanger, Beaufort et Cie, 1834.
- Rapport du sous-préfet de Cherbourg,... de ce qui s'est passé dans cette ville depuis le 11 avril jusqu'au départ de S. Altesse Royale Monseigneur le duc de Berri, fils de France, qui a eu lieu le 14 du même mois, Cherbourg, impr. de Boulanger, [s.d.]
- « Notice sur la découverte des restes d'une habitation romaine, dans la Mielle de Cherbourg, et sur d'autres antiquités trouvées de nos jours dans les arrondissements de Valognes et de Cherbourg », Normannia.info,‎ 1830-32 (lire en ligne, consulté le 5 septembre 2019).

## Sources
- « Augustin Asselin », dans Adolphe Robert et Gaston Cougny, Dictionnaire des parlementaires français, Edgar Bourloton, 1889-1891 [détail de l’édition]
- Édouard Frère, Manuel du bibliographe normand, ou Dictionnaire bibliographique et historique, Rouen, A. Le Brument, 1858.
- Catalogue Opale, Bibliothèque nationale de France.
- Charles de Gerville, Notes biographiques sur les hommes célèbres du Département de la Manche.
- Alain Guillemin, Grands notables du Premier Empire, vol. 14, Manche, Mayenne, Côtes-du-Nord, Paris, CNRS, 1986.